# Poddutoori Ganga Reddy
Poddutoori Ganga Reddy (Nizamabad, 7 de junho de 1933 – 20 de março de 2017) foi um político indiano e membro do Parlamento da Índia. Ele era um membro da 4ª e 5ª Lok Sabhas. Reddy representou o eleitorado de Adilabad de Andra Pradexe (agora em Telangana) e foi membro do partido político do congresso.